# Nigéria nos Jogos Olímpicos de Verão de 1972
A Nigéria competiu nos Jogos Olímpicos de Verão de 1972 em Munique, Alemanha Ocidental.

## Medalhistas

### Bronze
- Isaac Ikhouria — Boxe, Peso Meio-pesado

## Resultados por Evento

### Atletismo
100 metros masculino
- Benedict Majekodumni
  - Primeira eliminatória — 10.70s (→ não avançou)

800 metros masculino
- Jaiye Abidoye
  - Eliminatória — 1:52.0 (→ não avançou)

1.500 metros masculino
- Jaiye Abidoye
  - Eliminatória — 3:48.8 (→ não avançou)

Revezamento 4x100 metros masculino
- Kolawole Abdulai, Rux Bazunu, James Olakunle, e Timon Oyebami
  - Eliminatória — 39.66s
  - Semifinais — 39.73s (→ não avançou)

Revezamento 4x100 metros feminino
- Emilie Edet, Ashanti Obi, Helen Olaye, e Modupe Oshikoya
  - Eliminatória — 45.15s (→ não avançou, 12º lugar)

Salto em distância feminino
- Modupe Oshikoya
  - Classificatória — 6,22m (→ não avançou, 19º lugar)

Pentatlo feminino
- Modupe Oshikoya
  - Primeira eliminatória — 4.279 pontos (→ 14º lugar)

### Boxe
Peso pesado (+ 81 kg)
- Fatai Ayinla
  - Primeira rodada — Perdeu para Carroll Morgan (CAN), 2:3